# Chevrolet Trailblazer (2012)
O Trailblazer é um utilitário esportivo (SUV) de 3 fileiras de bancos (7 lugares) da Chevrolet, derivado da 2ª geração da picape média Chevrolet S10. Conta com um grande espaço interno e pode levar até 7 passageiros. Foi lançado no Brasil em 2012 e sucedeu o Chevrolet Blazer.
O Trailblazer é fabricado na Tailândia e no Brasil. Também foi vendido em alguns países do Sudeste Asiático, Índia, África do Sul e Oriente Médio, e também vendido na Austrália como Holden Colorado 7 de 2012 a 2016, e sendo rebatizado como Trailblazer em 2017. A primeira geração do Isuzu MU-X também compartilhou a plataforma com o Trailblazer.
No Brasil, é amplamente utilizado como viatura policial.

## Galeria

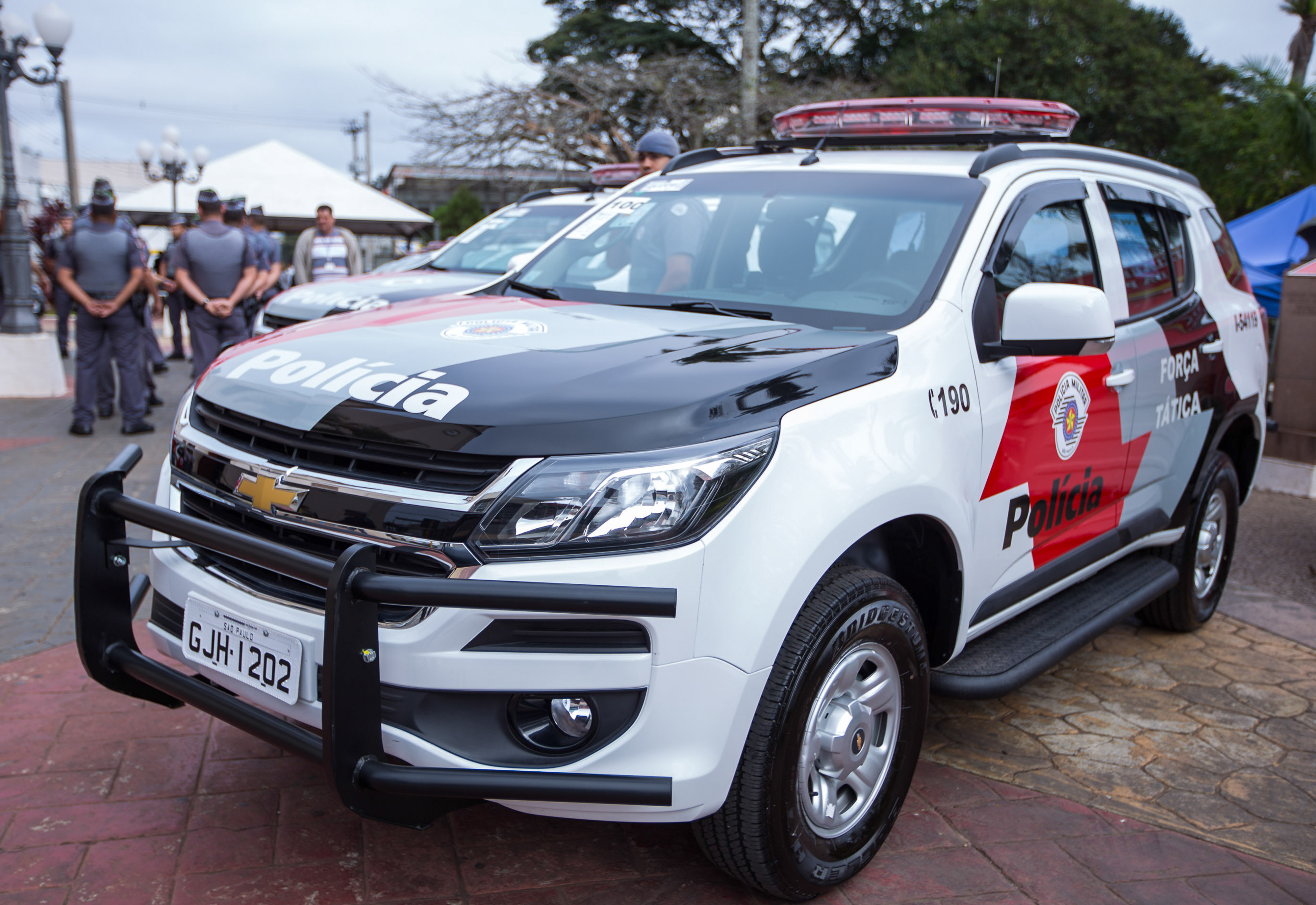
TrailBlazer da Polícia Militar do Estado de São Paulo
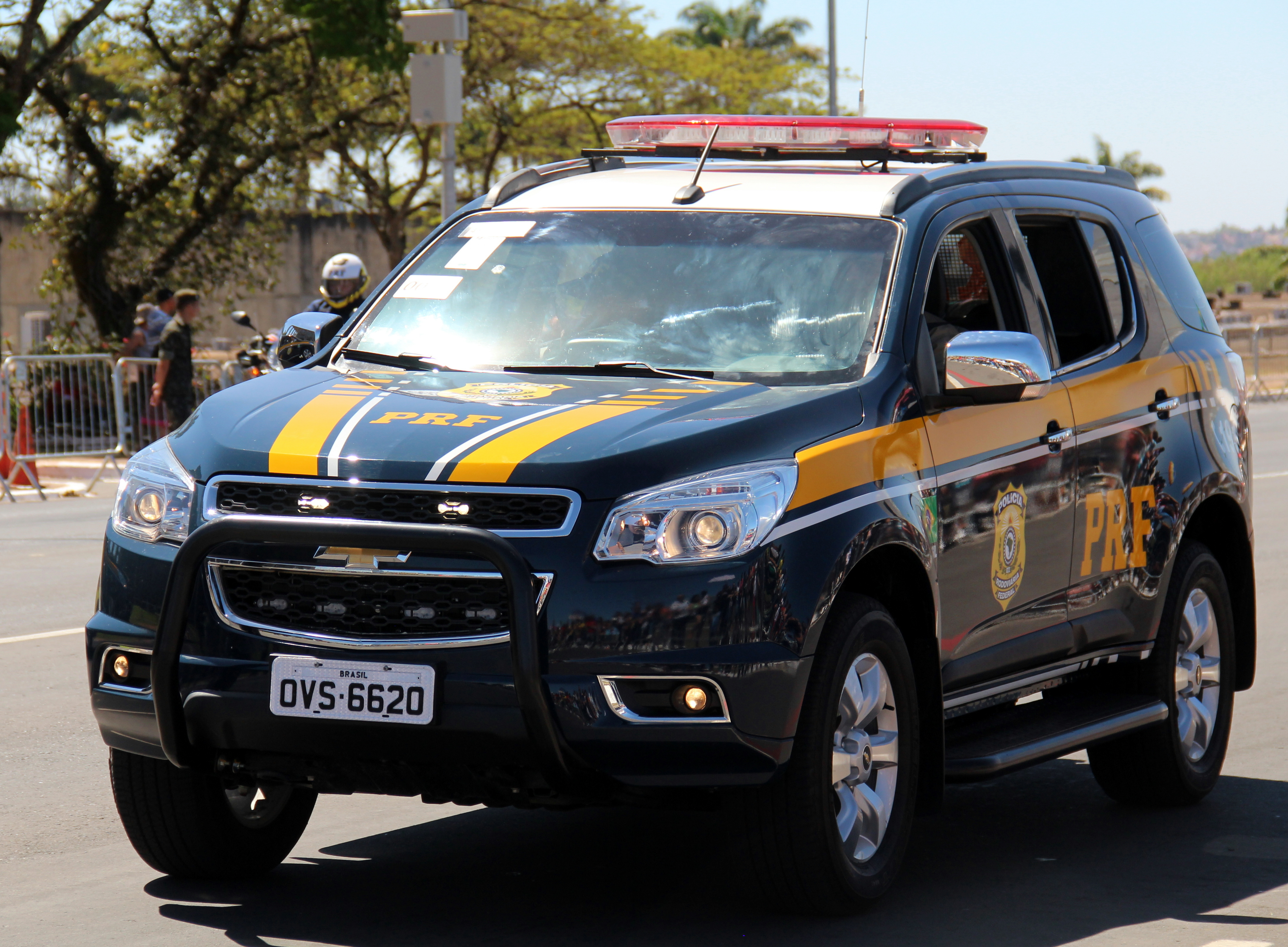
TrailBlazer da Polícia Rodoviária Federal
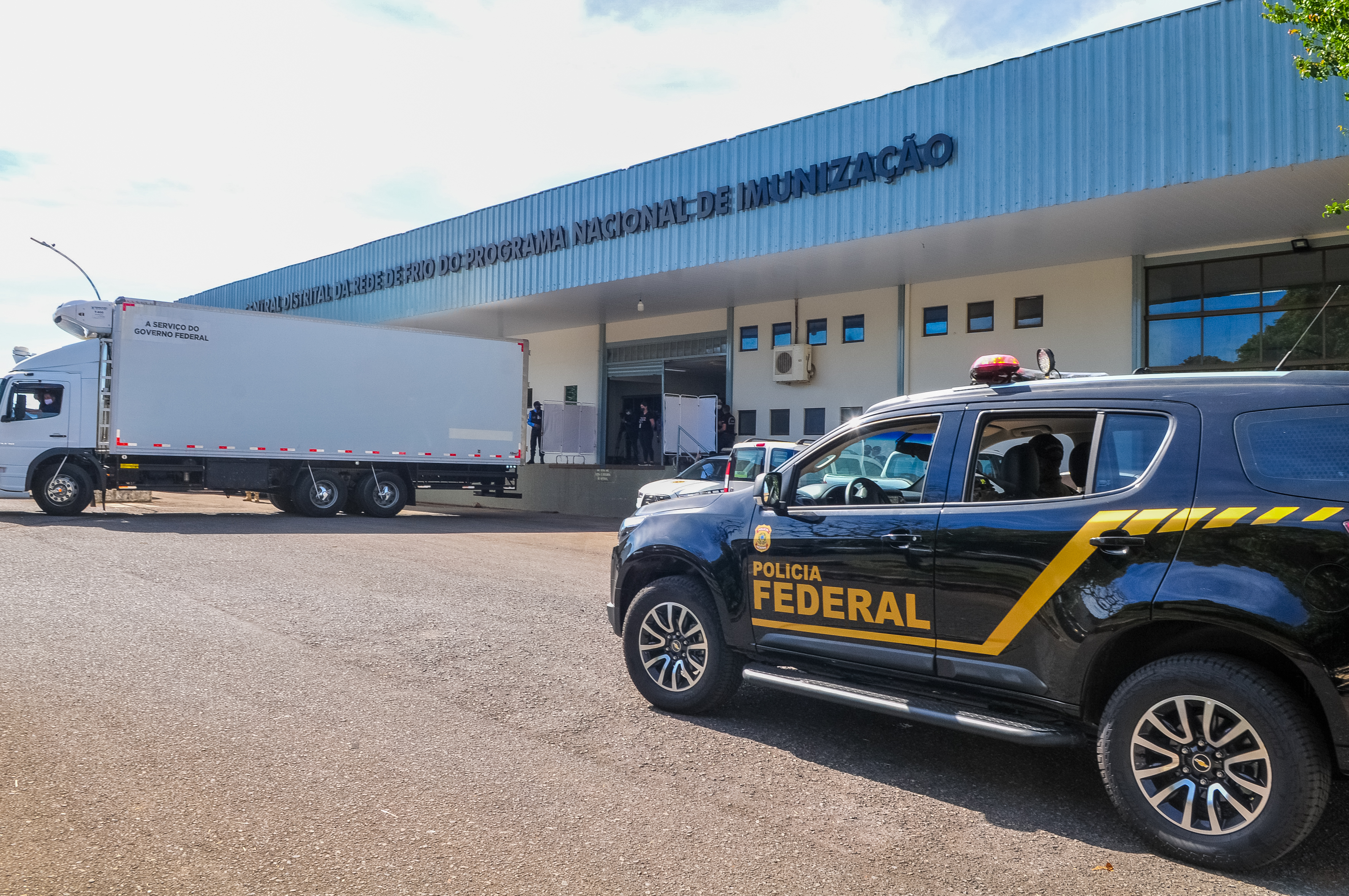
TrailBlazer da Polícia Federal

## Ligação externa
- Página oficial da Trailblazer